# 博维利耶 (卢瓦-谢尔省)
博维利耶（法語：Beauvilliers，法語發音：[bovilje]）是法国卢瓦-谢尔省的一个旧市镇，属于布卢瓦区。2017年，博维利耶与临近的3个市镇合并为新市镇新乌克。

## 地理
博维利耶（47°50'17"N, 1°15'16"E）面积8 平方千米，位于法国中央-卢瓦尔河谷大区卢瓦-谢尔省，该省份为法国中北部省份，北起厄尔-卢瓦省，东北接卢瓦雷省，东南接谢尔省，南至安德尔省，西南接安德尔-卢瓦尔省，西北接萨尔特省。
与博维利耶接壤的市镇（或旧市镇、城区）包括：拉沙佩勒昂谢里、埃皮艾、利涅尔、乌克、维耶维勒赖耶。

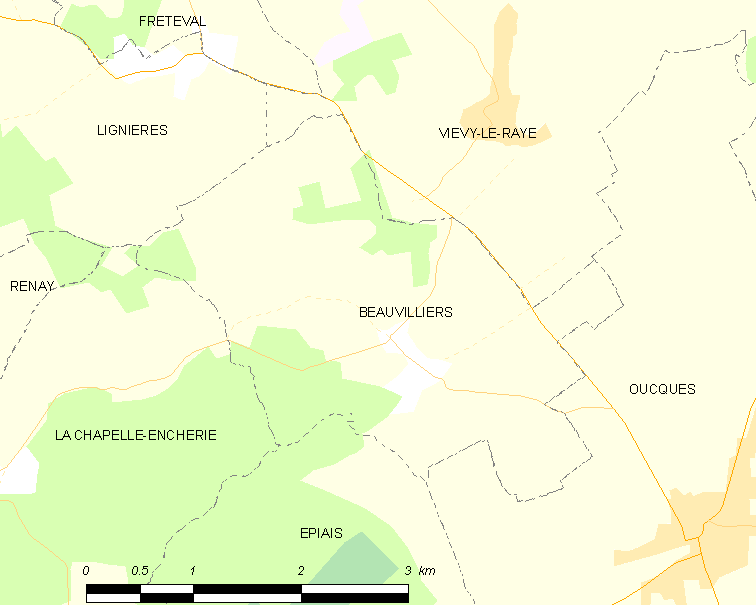
的OSM定位图

博维利耶的时区为UTC+01:00、UTC+02:00（夏令时）。

## 行政
博维利耶的邮政编码为41290，INSEE市镇编码为41015。

## 政治
博维利耶所属的省级选区为拉博斯县。

## 人口

1962-2008年间人口变化图示

博维利耶于2018年1月1日时的人口数量为61人。